# Hustadvika
63° 04′ 00″ N, 7° 15′ 00″ E

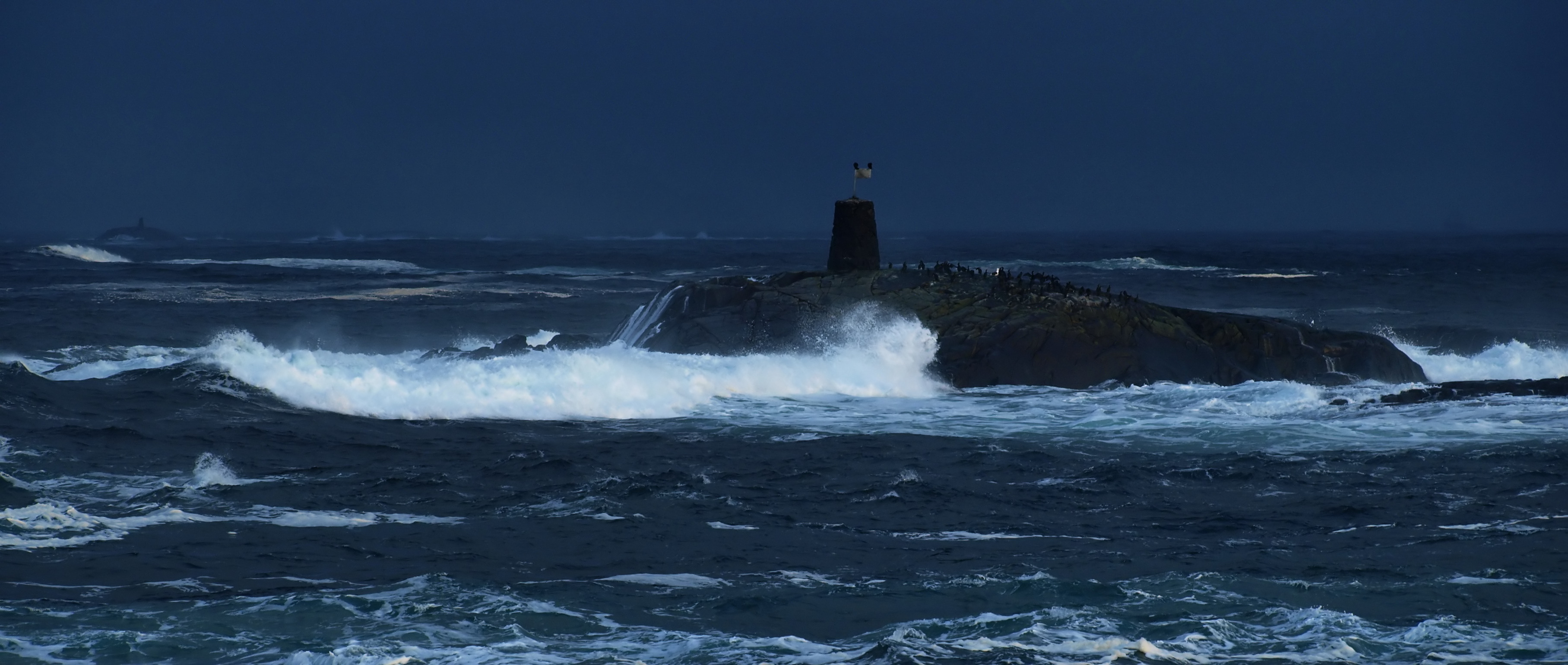
Tempête à Hustadvika

Hustadvika est un endroit situé en plein mer, à 10 milles marins au large de Fræna, comté de Møre og Romsdal, sur la route entre Molde et Kristiansund. 
Cet endroit est connu pour être l'un des plus dangereux de la côte norvégienne. Des navigateurs confirmés comme les Vikings préféraient hisser et transporter d’un fjord à l’autre leurs embarcations par la voie terrestre plutôt de d’emprunter ces eaux. 
Plusieurs navires y ont déjà sombré. Un paquebot avec un millier de passagers y a connu des difficultés en mars 2019.